# Extended Family
Extended Family är en amerikansk komediserie vars första säsong hade premiär den 23 december 2023. Första säsongen bestod av 13 avsnitt, och är skapad av Mike O'Malley.

## Handling
Serien kretsar kring Jim och Julia som efter att de skiljt sig bestämmer sig för att fortsätta uppfostra barnen i familjehemmet.

## Rollista (i urval)
- Jon Cryer - Jim Kearney Sr.
- Donald Faison - Trey Taylor
- Abigail Spencer - Julia Kearney
- Sofia Capanna - Grace Kearney
- Finn Sweeney - Jim "Jimmy" Kearney Jr.
- Lenny Clarke - Bobby Kearney
- Rick Fox - Kevin Kelly
- Stephen McKinley Henderson - Dr. Eldridge Davenport
- Erica Ash - Lydia
- Neal McDonough - Schramn
- Nicholas Turturro - Petey D
- Nancy Lenehan - Rose
- Andrea Anders - Kristin
- Caroline Rhea - Lana Telsoup